# Франческо Барсанті
Франче́ско Барса́нті (італ. Francesco Barsanti, *1690, Лукка—†1772, Лондон) — один із багатьох видатних італійських музикантів — віртуозів та композиторів — які мандрували Європою протягом XVIII століття. Композитор посприяв розвитку інструментальної музики, особливо таким жанрам як соната, концерт і симфонія.

## Біографічні відомості
Лукка, місто де народився Барсанті у 1690 році, було особливо багатим на таких музикантів тих часів як-то: Джозеффо та Франческо Гуамі, Джіо Лоренцо Грегорі, Франческо Хавьєро Джемініані, Філіппо Манфреді, Нікколо Паганіні, можливо виконав свій перший концерт саму в Лукка і нарешті Луїджі Боккеріні. Серед цих музикантів з Лукки, Франческо Барсанті був «безумовним» емігрантом. Історія знає про нього небагато. Короткі біографічні відомости, що збереглися у місті розповідають таке: «Коли він був молодий, його відправили до Падуї, де він мав вивчати науку, але він закохався у музику і вирішив навчитися їй, ставши гравцем на флейті та гобої». Слідів діяльності Барсанті в Італії небагато, але вони досить значні. В 1717 та в 1718 роках він грав на гобої під час великих літургійних служб, які щороку проходили в Санта Кроче, а його платня була досить великою. Протягом XVIII ст. свята у Санта Кроче були місцем зустрічей, а також цікавих експериментів, бо голова Лукки хотів збільшити значення і цінність музичних творів. Для цього він дозволив брати участь іноземцям у суперництві серед музикантів та співаків, де завжди перемагав би найкращий.

## Творчість у Англії та Шотландії
Попрацювавши багато років у Лондоні, в 1735 Барсанті їде до Шотландії, де одружується із шотланською жінкою. Там він міг покластися на аристократичну підтримку, яка дозволила йому опублікувати його найкращі роботи: 10 концертів op.3 у 1742 році і 9 увертюр op.4 близько 1743 року. Потім він повернувся до Лондона, але до того часу він вже втратив усі попередні контракти. Тому він пішов грати альтистом до оркестрів Лондонських театрів. Він помер у 1772 році при дивних обставинах, коли він вже був бідним. Два аспекти його життя заслуговують на особливу увагу. Присутність у Лондоні Барсанті, Джемініані, а іноді й Верачіні, була яскравою подією існування маленької «колонії» городян Лукки. Ця колонія імовірно допомагала іншим молодим музикантам, наприклад кастрату Джованні Батіста Андреоні, який протягом 3 років виконував у багатьох театрах Європи провідні ролі, написаних Ґеоргом Генделем. Недивно, що Барсанті легко змінював інструменти. В Лукка гравці звикли легко змінювати флейту на гобой, бо на той період музична підготовка була менш секційною, ніж тепер. Тому і недивно, що Барсанті знаходить роботу альтиста. У деяких документах Единбурзьської Музичної Спілки було виявлено, що Барсанті раніше грав на литаврах:, але продав їх, бо потребував грошей для повернення у Лондон. Ґрунтовне знання окремих інструментів є безперечним доказом цього у творах: сонати тільки для флейти, симфонічні концерти з литаврами, гобоями, валторнами, трубами та смичковими, а також увертюри, де альт використовувався у досить новаторський спосіб.
Хоча Барсанті і не навчався багато музиці, але те що ми знаємо про нього та його твори, показує нам по-справжньому цікаву постать.